# Maria Eugénia Rodrigues Branco
Maria Eugénia Rodrigues Branco (Lisboa,1 de abril de 1927-Ibidem, 25 de agosto de 2016) fue una actriz portuguesa.

## Biografía
Su padre era músico profesional con la orquesta de la radio estatal Emisora Nacional, donde también cantaba su hermana. Siguiendo el consejo de un amigo de la familia, el compositor y director de orquesta Jaime Mendes, que trabajó regularmente para el cine portugués, el padre registró a la hija de 16 años para un casting. El exactor de la UFA Arthur Duarte estaba buscando una actriz para su película A Menina da Rádio después de la propuesta de Milúse que se había retirado sorprendentemente a la vida privada en 1943. Eugénia recibió el papel y se hizo popular con el éxito de la película. Como resultado, hizo varias películas de entretenimiento más, incluso a nivel internacional. Sus canciones cinematográficas también la hicieron muy conocida en Portugal, y apareció con frecuencia en la radio y en sus propias giras de conciertos. Una carrera internacional, que podría haber seguido, finalmente la rechazó. Después de la última filmación en 1947, se casó con el doctor António Pinto do Amaral en 1948 y se retiró completamente a la vida privada.

## Acogida
Como inocente belleza y alegre cantante, se convirtió en una estrella de las exitosas películas portuguesas de entretenimiento de la década de 1940. Sin embargo, sus recursos de actuación eran limitados, de lo que ella era consciente y la impulsaron a no seguir una carrera como actriz. Además, no tenía la intención de adaptarse al tipo de  vida del mundo del espectáculo y, por ello, decidió retirarse a la esfera privada.
Maria Eugénia estuvo  frente a los principales actores de cine de la época, como António Silva , Maria Matos , Laura Alves, Milú, Curado Ribeiro u Óscar de Lemos.
En 2008, recibió la Medalla al Mérito de la Municipalidad de Lisboa, en su título de oro, junto a Fernanda Baptista, Milú y Nini Remartinez (Irmãs Remartinez).
En 2011 se publicó un libro con su biografía Maria Eugénia, A Menina da Rádio, con el sello de Oficina do Livro, del autor Rute Silva Correia con un prólogo de Júlio Isidro.

## Filmografía
- 1931: A Minha Noite de Núpcias (como Maria E. Rodrigues); dirigida por EW Emo
- 1944: A Menina da Rádio ; Dirigida por Arthur Duarte.
- 1947: Héroes del 95 (como María Eugenia Rodríguez); dirigida por Raúl Alfonso, película histórica española basada en hechos reales cuya acción discurre en Cuba.
- 1947: Cuando los ángeles duermen (como María Eugenia Branco); dirigida por Ricardo Gascón, con el galán italiano Amedeo Nazzari, a través del cual recibe una invitación para trabajar con Vittorio De Sica que declinará.[1]
- 1947: El huésped del cuarto número 13 (como María Eugenia Branco); dirigida por Arthur Duarte.
- 1947: O Leão da Estrela ; Dirigida por Arthur Duarte.
- 1948: Conflicto inesperado ; dirigida por Ricardo Gascón, también película española.